# Vârșii Mici
Vârșii Mici falu Romániában, Fehér megyében. Közigazgatásilag Bisztra községhez tartozik.

## Fekvése
Bisztra közelében fekvő település.

## Története
Korábban Bisztra része volt. 1956 körül vált külön településsé 142 lakossal.
1966-ban 171, 1977-ben 164, 1992-ben 110, 2002-ben pedig 68 román lakosa volt.